# عرفات (مجلة)
عرفات: نقد شهري للفكر الإسلامي كانت مجلة شهرية أسسها محمد أسد في كشمير عام 1946.

## طالع أيضًا
- محمد أسد ببليوغرافيا
- هذا قانوننا ومقالات أخرى
- التسلسل الزمني لحياة محمد أسد

## روابط خارجية
- أعيد نشر مقال الأسد الأصلي عن عرفات في مجلة الدراسات الإسلامية
- مجلة كريتريون الفصلية نسخة محفوظة 27 يونيو 2023 على موقع واي باك مشين.
- مقالة إكرام جغتاي نسخة محفوظة 2020-07-14 على موقع واي باك مشين.